# Cantonul Saint-Raphaël
Cantonul Saint-Raphaël este un canton din arondismentul Draguignan, departamentul Var, regiunea Provence-Alpes-Côte d'Azur, Franța.

## Comune
- Saint-Raphaël